# Γ-戊内酯
γ-戊内酯（英語：gamma-Valerolactone，缩写GVL）是一种内酯类有机化合物，化学式C5H8O2，常温常压下为无色液体，以外消旋混合物的形式存在，很容易从纤维素等生物质中获得，是一种潜在的燃料和绿色溶剂，还能作为生产γ-羟基戊酸（GHV）的前体物质。